# Palača Zmajević
Palača Zmajević je palača peraškog bratstva (kazade) Zmajević.
Nalazi se u središnjem dijelu Perasta, na povišenom mjestu iznad obale. Jedna je od najznamenitijih peraških građevina. Palaču je 1664. godine dao podići barski nadbiskup Andrija Zmajević, a među Peraštanima to barokno zdanje poznato je još kao »biskupija«. Tijekom 17. i 18. st. palača je pripadala najpoznatijoj peraškoj obitelji Zmajević.
Palača je već duže vrijeme u vrlo lošem stanju i traži temeljitu obnovu. U novije vrijeme prodana je jednom poslovnom čovjeku od kojeg se očekivalo da će ju obnoviti u skladu s izvornim izgledom. Međutim, prilikom prvih građevinskih radova u njezinoj unutrašnjosti u potpunosti su uništene iznimno vrijedne Kokoljine freske iz 17. stoljeća. Nakon toga daljnji su radovi zabranjeni, a palača prekrivena ceradom svjedoči o ljudskom nemaru za kulturne spomenike.
Današnja namjena palače Zmajević je stambena.